# بركان أرينال
بركان أرينال (بالإنجليزية: Arenal ) هو بركان نشط في كوستاريكا ويعد من أنشط براكين العالم، وهو أحدث بركان يظهر في كوستاريكا. تقع مدينة لا فورتونا عند سفح جبل البركان، كما يوجد أسفله أكبر بحيرة داخلية في كوستاريكا، وهي بحيرة أرينال.
حتى تاريخ تسلق هذا الجبل في عام 1937 لم يكن أحد يعرف أصل هذا الجبل بأنه بركان، إذ أنه كان معطى تماما بالأشجار.

## نشاط البركان
لم يظهر أي نشاط لبركان أرينال مدة نحو 400 سنة، والآن فهو يرتفع سنويا بمعدل عدة أمتار، حيث تتجمع على فوهته كميات من الصهارة . وتنساب الصهارة الساخنة باستمرار على جوانبه إلى الوادي . ويرمي بين حين وآخر بأحجار ملتهبة يصل قطر بعضها نحو 5و7 متر، وينفجر أحيانا ويرمي بحجارته الملتهبة عاليا إلى ارتفاع 300 متر .

## اقرأ أيضا

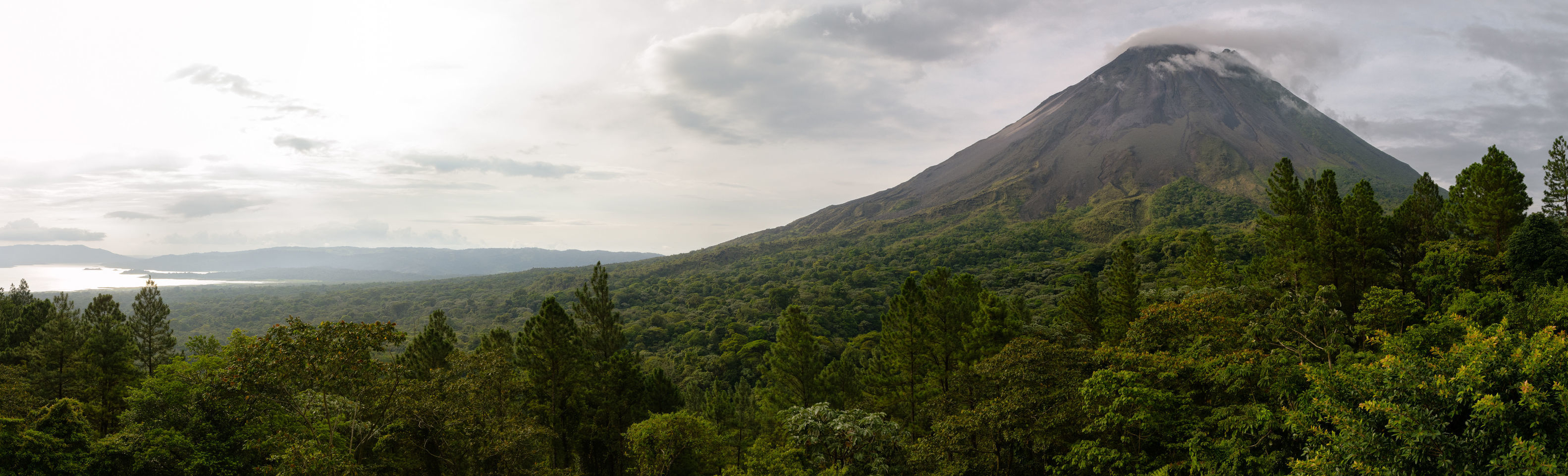
بركان أرينال وإلى اليسار تبدو بحيرة أرينال.

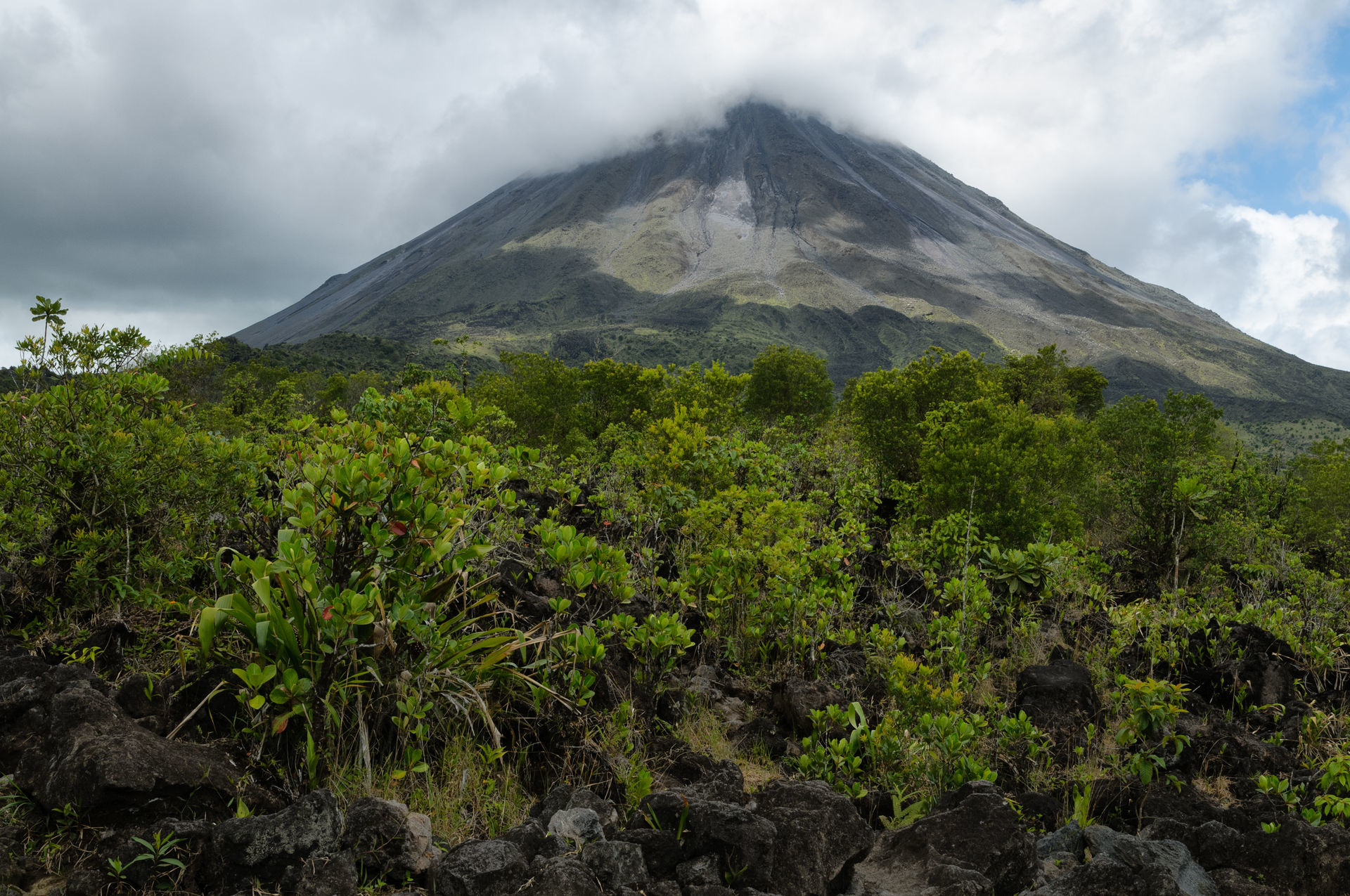
الأرينال في عام 2014, وتظهر الصهارة القديمة من عام 1969.

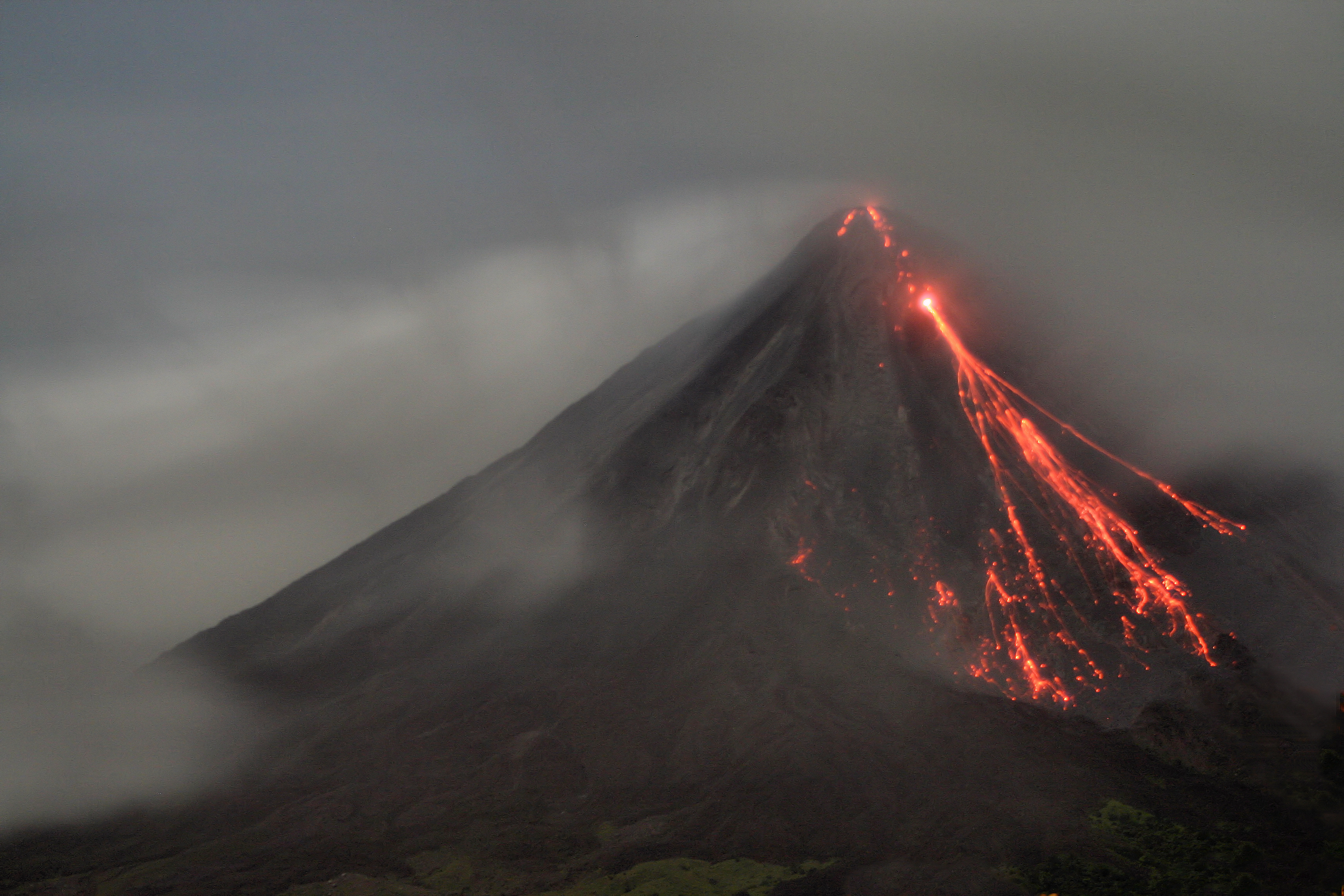
انسياب الصهارة من بركان أرينال؛ منظر في الليل.

- كوستاريكا
- بركان إيرازو
- بركان رنسون
- بركان بواس
- بركان

## وصلات خارجية
- MTU Volcanoes Page: Arenal
- Updated (and detailed) information and images about Arenal and its recent activity
- Most recent pictures of Arenal eruptions
- Jorque Barquero's Personal Account of the 1968 Eruption